# Белазайма-ду-Шан
Белазайма-ду-Шан (порт. Belazaima do Chão) — район (фрегезия) в Португалии, входит в округ Авейру. Является составной частью муниципалитета Агеда. Находится в составе крупной городской агломерации Большое Авейру. По старому административному делению входил в провинцию Бейра-Литорал. Входит в экономико-статистический субрегион Байшу-Воуга, который входит в Центральный регион. Население составляет 588 человек. Занимает площадь 20,09 км².